# Vélocimétrie par force de Lorentz
La vélocimétrie par Force de Lorentz (Lorentz Force Velocimetry-LFV en Anglais ou LorentzKraft Anemometrie-LKA en Allemand) est une méthode électromagnétique de mesure de débit sans contact, pour les liquides électriquement conducteurs. La vélocimétrie par Force de Lorentz est particulièrement adaptée pour les mesures de débit des métaux liquides, et est actuellement en cours d'évaluation pour son application dans les secteurs de l'aluminium et de l'acier.

## Principe
Le principe de base de la vélocimétrie par force de Lorentz est schématisé sur la figure suivante:

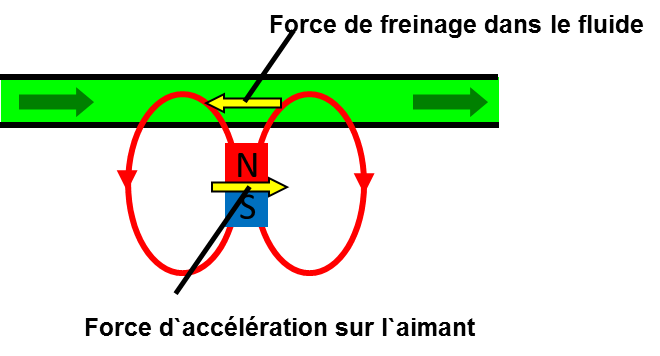
Principe de la Vélocimétrie par Force de Lorentz

Le déplacement d'un fluide conducteur tel que l'aluminium liquide, dans un tube soumis à l'influence d'un champ magnétique généré  par un aimant permanent engendre des courants de Foucault (courants induits) dans le fluide. Ces courants induisent à leur tour une force électromagnétique, la force de Lorentz, par interaction avec le champ magnétique créé par l'aimant. Cette force de Lorentz s'oppose au mouvement du fluide. Selon la 3e loi de Newton "action=réaction", une force de même intensité, mais de sens opposé s'applique à l'aimant permanent. Cette force est proportionnelle à la vitesse moyenne et à la conductivité électrique du fluide. En mesurant cette force, il est possible de déterminer la vitesse d'écoulement du fluide.

Les métaux liquides et les électrolytes sont para ou diamagnétiques, et sont donc attirés ou repoussés par un aimant permanent uniquement sur une faible distance. L'origine de la Vélocimétrie par Force de Lorentz LFV n'a donc rien à voir avec l'attraction magnétique classique ou les forces de répulsion. Elle est entièrement due aux courants induits dont la magnitude dépend de la conductivité électrique du fluide, de la vitesse de l'écoulement et de l'amplitude du champ magnétique.

## Histoire
La LFV a été inventée par le physicien anglais Arthur Shercliff dans les années 1950. Elle n'a cependant eu aucune utilité pratique pendant plusieurs décennies. C'est seulement le développement de puissants systèmes à aimant permanent, de techniques précises de mesure de forces et de logiciels de simulation spécifiques qui ont permis de mener cette technologie à maturité. Actuellement, les applications de la vélocimétrie par force de Lorentz, développées dans la métallurgie se tiennent sur le seuil de la maturité du marché.

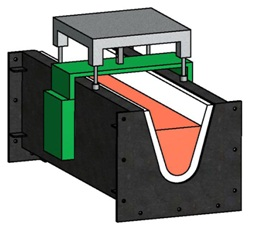
Prototype

## Liens
TU Ilmenau  (page web du Reasearch Training Group (RTG) - LORENTZ FORCE)